# Château Pontet-Canet
Pour les articles homonymes, voir Pontet (homonymie) et Canet.
 (septembre 2018).
Si vous disposez d'ouvrages ou d'articles de référence ou si vous connaissez des sites web de qualité traitant du thème abordé ici, merci de compléter l'article en donnant les références utiles à sa vérifiabilité et en les liant à la section « Notes et références ».
Le château Pontet-Canet, est un domaine viticole de 81 hectares situé à Pauillac en Gironde. Situé en AOC pauillac, il est classé cinquième grand cru dans la classification officielle des vins de Bordeaux de 1855.

## Histoire

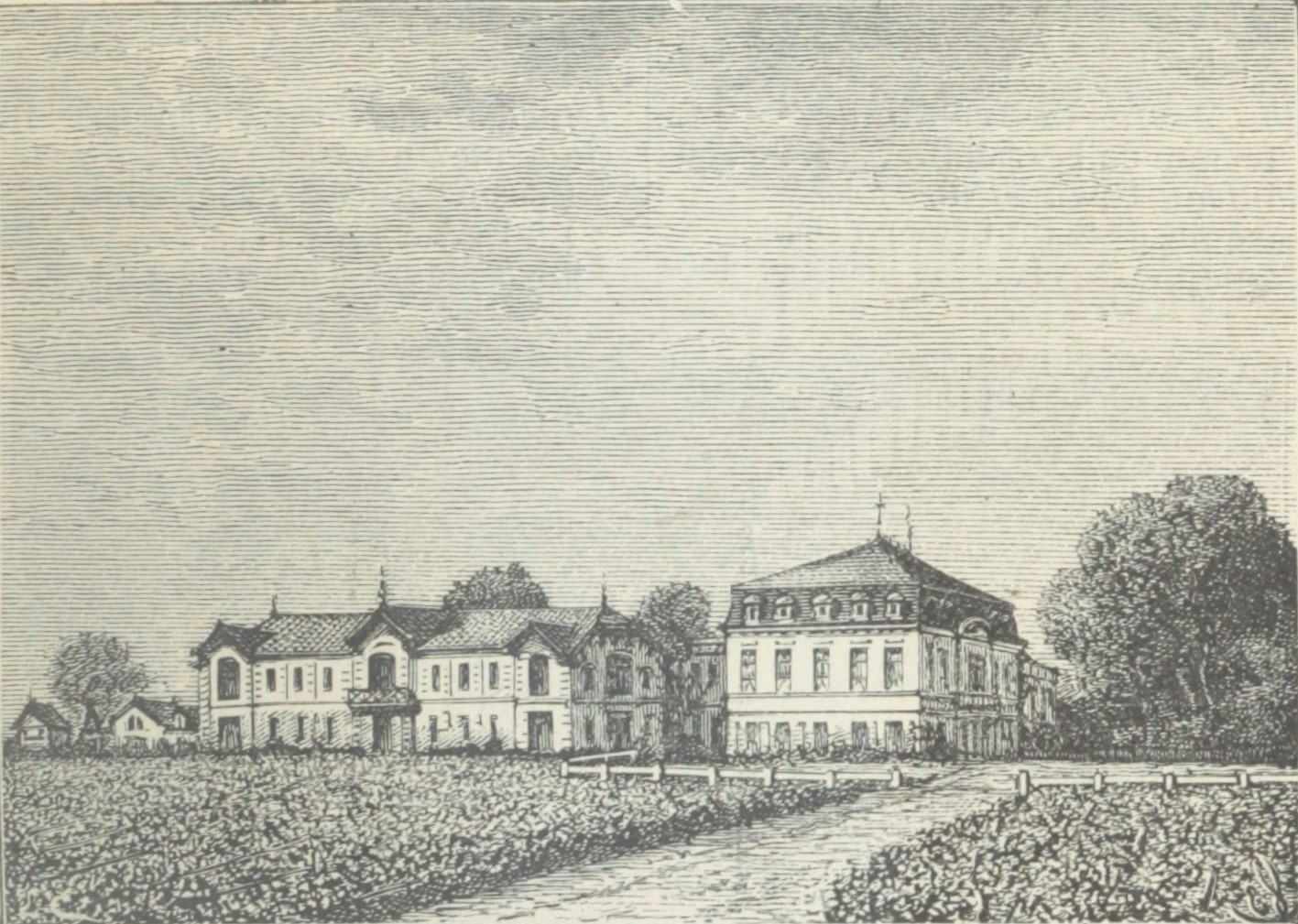
Illustration du Château Pontet-Canet en 1898.

L'histoire du château remonte au XVIIIe siècle. La propriété n'a connu que trois familles de propriétaires différentes durant toute son histoire. La première fut celle Jean-François de Pontet qui était grand écuyer du Roi de France et gouverneur du Médoc. Il a donné la première partie de son nom au château, le nom Canet correspondant au lieu-dit sur lequel se trouvaient d'autres parcelles. La famille de Pontet est restée propriétaire jusqu'en 1865. Cette date fut celle du rachat par Herman Cruse. La famille Cruse était une riche famille de négociants bordelais. Ils possédaient plusieurs propriétés prestigieuses comme le château Rauzan-Ségla ou le château Giscours. À la fin du XIXe siècle, la famille Cruse modernise les installations et le processus de vinification et restera propriétaire du domaine jusqu'en 1975. Le milieu des années 1970 fut une période de crise dans le Bordelais, notamment à cause d'un grand scandale de fraude[réf. nécessaire].

### Architecture
Les bâtiments du château ont été construits dans le style néo-classique au milieu du XVIIIe siècle. Ils sont divisés en deux parties, la partie droite de la bâtisse date de 1755 et la partie principale date de 1781, soit un an après l'inauguration du grand théâtre de Bordeaux, ayant inspiré la colonnade à l'entrée de la demeure similaire aux colonnes du grand théâtre.

## Vignoble

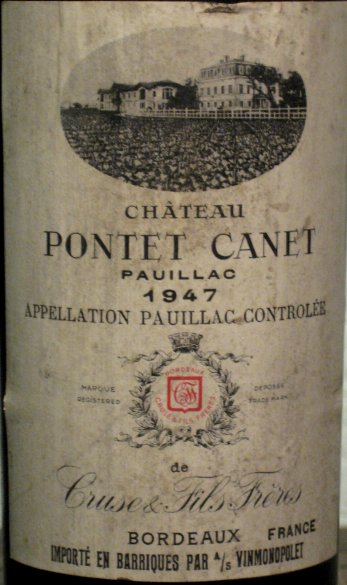
Étiquette de Pontet-Canet 1947.

Les vignes du château sont reparties sur trois parcelles et s'enracinent dans des croupes graveleuses günziennes atteignant 30 m de haut. Le sous-sol est argilo-calcaire. L'encépagement du domaine est constitué à 62 % de cabernet sauvignon, 32 % de merlot, 4 % de cabernet franc, et 2 % de petit verdot. La parcelle principale est de 50 hectares d'un seul tenant.

## Vin
Le vin mûrit durant 16 à 18 mois dans les barriques en chêne français, partiellement neuves (à hauteur de 60 % de barriques neuves). Dans le vignoble à densité élevée (9 000 pieds/ha), la moyenne d'âge des vignes est de 45 ans, les vignes les plus âgées ont environ de 75-80 ans et les plus jeunes sont plantées à partir de 5 ans.
Le château Pontet-Canet est le premier domaine parmi les grands crus classés du Médoc à être certifié agriculture bio et de surcroît en agriculture biodynamique. Il a été rejoint depuis par d'autres domaines comme Château Latour, Château Durfort-Vivens, Château Ferrière ou Château Palmer.

## Mentions
Jacques Prévert mentionne le Pontet-Canet dans le poème Tentative de description d'un dîner de têtes à Paris-France (dans le recueil Paroles, 1949) : « c'est la fin du discours ; comme une orange abîmée lancée très fort contre un mur par un gamin mal élevé, la Marseillaise éclate et tous les spectateurs éclaboussés par le vert-de-gris et les cuivres, se dressent congestionnés, ivres d'Histoire de France et de Pontet-Canet. ».
Le château Pontet-Canet est le principal lieu de tournage du film "J'ai épousé une ombre", de Robin Davis, avec Nathalie Baye, sorti en 1983.